# 단일민족
단일민족(單一民族, Monoethnicity)이란
하나의 순수단일민족으로 이루어지거나 단일민족 속에 소수의 다른 민족이 존재하기는 하지만 그 수가 극히 적어 국가의 구성에 거의 영향을 미치지 않는 국가

## 사례
대한민국과 조선민주주의인민공화국은 국적자와 국민이 거의 하나의 민족으로 되어 있는 것으로 유명하다. 1960년대 전까지 한반도에는 인종적, 언어적으로는 같으나 풍습적으로 이질적인 재가승이라는 집단이 존재했으나, 현재는 모두 한민족에 동화되었다.  
아르메니아는 원래 소수민족이 많았지만 소련시절 아르메니아 공화국의 정책과, 아제르바이잔과의 전쟁을 거치면서 아제리인이 쫓겨나 거의 단일민족이 되었다. 그러나, 아제리인 외의 전통적 소수민족은 상당수가 계속 아르메니아 공화국 시민으로 계속 거주하고 있다.
방글라데시는 외국인이 많이 살지 않고 98%가 벵골인이지만, 영국의 지배 이전부터 전통적으로 거주해온 소수민족은 물론, 인도의 분할 때 이주해온 비하르인 등 다양한 소수민족이 존재한다.

## 단일민족 국가
| 국가       | 인구          | 지배 그룹    | %     | 각주   |
| ---------- | ------------- | ------------ | ----- | ------ |
| 레소토     | 2,203,821     | 바소토       | 99.7% | [ 1 ]  |
| 일본       | 126,702,133   | 일본인       | 98.5% | [ 3 ]  |
| 아르메니아 | 3,018,854     | 아르메니아인 | 98.1% | [ 5 ]  |
| 알바니아   | 2,876,591     | 알바니아인   | 98%   | [ 6 ]  |
| 헝가리     | 9,937,628     | 마자르인     | 98%   | [ 7 ]  |
| 방글라데시 | 162,951,560   | 벵골인       | 98%   | [ 9 ]  |
| 몽골       | 3,081,677     | 몽골족       | 97%   | [ 10 ] |
| 폴란드     | 38,523,261    | 폴인         | 96.9% | [ 12 ] |
| 대한민국   | 51,446,201    | 한민족       | 96%   | [ 13 ] |
| 포르투갈   | 10,839,514    | 포르투갈인   | 95.9% | [ 14 ] |
| 체코       | 10,610,947    | 체코인       | 95%   | [ 15 ] |
| 아이슬란드 | 332,529       | 아이슬란드인 | 94%   | [ 16 ] |
| 핀란드     | 5,537,364     | 핀인         | 93.5% | [ 17 ] |
| 그리스     | 11,183,716    | 그리스인     | 93%   | [ 18 ] |
| 중국       | 1,384,688,986 | 한족         | 91.6% | [ 19 ] |
| 이탈리아   | 60,483,973    | 이탈리아인   | 91.5% | [ 20 ] |

### 미승인국과 속령
| 국가 또는 지역              | 인구      | 지배 그룹    | %     | 각주          |
| --------------------------- | --------- | ------------ | ----- | ------------- |
| 아르차흐 (나고르노카라바흐) | 145,053   | 아르메니아인 | 99.7% | [ 21 ] [ 22 ] |
| 북키프로스                  | 265,100   | 튀르키예인   | 99.2% | [ 23 ]        |
| 홍콩                        | 7,249,907 | 한족         | 92%   | [ 24 ]        |
| 그린란드                    | 55,877    | 이누이트     | 89.7% | [ 25 ]        |
| 남오세티야                  | 53,532    | 오세트인     | 89.9% | [ 26 ]        |

## 같이 보기
- 민족 청소